# Dyme (Achaia)

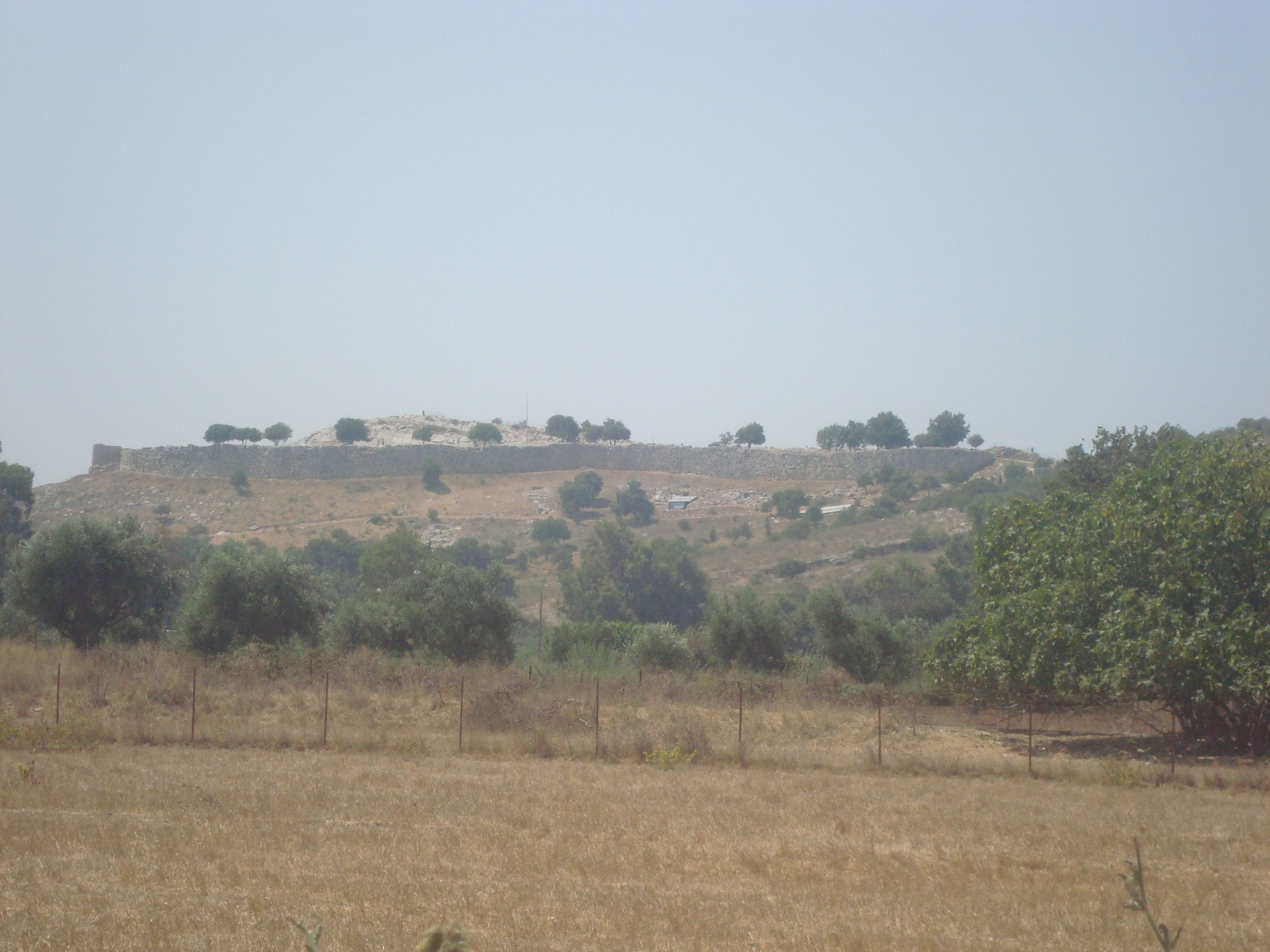
Eine Akropolis der Mykenischen Zeit: Teichos Dymaion oder „Mauer der Dymaier“

Dyme (altgriechisch Δύμη; auch Dymai) war eine antike griechische Stadt an der Westküste von Achaia auf dem Nordwest-Peloponnes. Sie lag nahe dem heutigen Dorf Kato-Achaia auf einer ausgedehnten, an drei Seiten durch Steilhänge eingefassten Hochebene am linken Ufer des Peiros. Zu den geringen antiken Überresten zählen die einstige Stadtmauer, Nekropolen, Ruinen von Bauwerken und Brunnen. Westlich von Dyme steht auf einem Hügel am Kap Araxos die bereits in vorgeschichtlicher Zeit entstandene Festung Teichos Dymaion.

## Geschichte
Dyme war die westlichste der alten zwölf Städte Achaias. Es wurde laut dem antiken Geographen Strabon durch die Zusammenlegung von acht kleineren Orten gegründet, von denen Paleia und Stratos namentlich bekannt sind. Laut dem antiken Reiseschriftsteller Pausanias besaß Dyme einen Tempel der Göttin Athene und ein Heiligtum der Kybele; vor der Stadt befanden sich die Gräber des mythischen Heroen Sostratos sowie des Oibotas, der als erster Achaier einen Sieg bei den antiken Olympischen Spielen errungen haben soll.
Nach dem Tod Alexanders des Großen (323 v. Chr.) fiel Dyme in die Hände des Diadochenherrschers Kassander. Seine in der Stadt stationierten Truppen wurden jedoch 314 v. Chr. von Aristodemos, einem Gefolgsmann des Antigonos Monophthalmos, vertrieben. Vor 280 v. Chr. wurde Dyme das Gebiet der von ihren Einwohnern aufgegebenen Stadt Olenos zugeschlagen. Es gehörte nicht lange danach zu jenen vier achaiischen Städten, die eine Neugründung des  Achaiischen Bundes vornahmen. Wegen seiner Nähe zu Elis wurde das Territorium von Dyme im Bundesgenossenkrieg um 220 v. Chr. wiederholt von Truppen, die Elis in Achaia einfallen ließ, verheert. Doch trotz der vielen Auseinandersetzungen mit Elis und Aitolien blühte Dyme nach dem Zeugnis des archäologischen Fundmaterials in der  hellenistischen Ära auf. Während des Ersten Makedonischen-Römischen Kriegs wurde Dyme, da es als einzige achaiische Stadt den Makedonenkönig Philipp V. unterstützte, 209 v. Chr. von Truppen des römischen Feldherrn Publius Sulpicius Galba Maximus geplündert.
66 v. Chr. siedelte der Triumvir Gnaeus Pompeius Magnus eine große Zahl kilikischer Piraten in Dyme an. In den folgenden Bürgerkriegen wurden einige dieser neuen Einwohner von ihren Gütern vertrieben und nahmen daher wieder ihre frühere Tätigkeit auf. Bereits Caesar und Marcus Antonius waren bestrebt, Dyme in eine römische  Colonia umzuformen; doch erst Kaiser Augustus ließ die Stadt zur Colonia Augusta Dumaeorum erheben. Wahrscheinlich nach dem Ableben des Augustus (14 n. Chr.) wurde Dyme der Kontrolle von Patrai (heute Patras) unterstellt. Im Verlauf der  römischen Kaiserzeit ging die Stadt zugrunde.